# Transpłciowość

Flaga osób transpłciowych

Transpłciowość (ang. transgender, od łac. trans- „przez, poza, poprzez” oraz ang. -gender „rodzaj, płeć”) – określenie zbiorcze na osoby, których tożsamość płciowa, ekspresja płciowa i/lub zachowania różnią się od tych kulturowo związanych z płcią, do której zostały przypisane w momencie urodzenia. Oprócz osób o tożsamości płciowej przeciwnej do przypisanej im płci (transmężczyźni i transkobiety), może ono obejmować osoby, które nie są wyłącznie męskie lub żeńskie (osoby niebinarne lub genderqueer, w tym osoby bigender, trigender, pangender, genderfluid lub agender). Inne definicje transpłciowości obejmują również osoby, które należą do trzeciej płci lub też definiują osoby transpłciowe jako trzecią płeć. Termin „transgender” sporadycznie definiowany jest bardzo szeroko, tak, że obejmuje również transwestytów.
Osoby transpłciowe mogą określać się jako osoby rodzaju zarazem męskiego, jak i żeńskiego albo usytuowane w kilku miejscach w przebiegu któregokolwiek z tradycyjnych kontinuów trans-rodzajowych lub też szerzej ogarniających kontinuów, które zostały opracowane w odpowiedzi na znacznie bardziej szczegółowe badania przeprowadzone w ostatnich latach. Niektóre osoby mogą mieć płeć, która nie jest  określana ani jako mężczyzna, ani jako kobieta, oraz mogą identyfikować się zarówno jako mężczyzna, jak i kobieta w jednym momencie, jako inne płcie w innym czasie, jako nie mające żadnej płci lub kwestionować samą ideę istnienia tylko dwóch płci.
Zwykle osoby transpłciowe decydują się na tranzycję społeczną, która polega na wyrażaniu siebie w autentyczny sposób poprzez adopcję odpowiedniego języka (w tym zaimków), wyglądu, manierów czy głosu, który odzwierciedla tożsamość płciową osoby. Niektóre z nich decydują się także na tranzycję medyczną, polegającą na przyjmowaniu hormonoterapii, dokonywaniu zabiegów kosmetycznych czy operacji. W celu m.in. ochrony przed dyskryminacją czy swojej prywatności, istnieje także możliwość tranzycji prawnej, polegającej na poprawieniu danych osobowych takich jak imię, nazwisko czy znaczek płci, aby odzwierciedlały ich tożsamość płciową.

## Definicje
Według autorów książki „Psychospołeczne, prawne i medyczne aspekty transpłciowości”, termin transpłciowość jest pojęciem szerokim i w swoim zakresie znaczeniowym obejmuje między innymi pojęcia transseksualizmu i transwestytyzmu (crossdressing). Transseksualizm dotyczy tych osób transpłciowych, które chcą przejść proces korekty płci, a transwestytyzm – tych, którzy nie odczuwają takiej potrzeby. Natomiast słowa „transpłciowość”, „transgenderyzm” i „transgender” bywają używane jako synonimy, chociaż nie zawsze definiuje się je tak samo. Autorzy tak opisują relacje między tymi słowami:

W języku polskim zamiast terminu „transpłciowość” czasem stosuje się jako synonim określenie „transgenderyzm” – odpowiednik anglojęzycznego słowa transgenderism. Bywa ono jednak krytykowane za to, że końcówka -ism (-izm) budzi u odbiorców skojarzenia z patologią medyczną. Termin „transgenderyzm” stosowany bywa też w języku polskim jako pojęcie o węższym znaczeniu – nie jako kategoria nadrzędna, obejmująca wszystkie osoby transpłciowe (włącznie z transseksualnymi), lecz jako kategoria równorzędna transseksualności, obejmująca tylko te osoby transpłciowe, które nie wpisują się w medyczne kryteria pozwalające na jednoznaczne przypisanie ich do kategorii transseksualności lub transwestytyzmu. Taki – węższy – sposób definiowania transgenderyzmu wydaje się w Polsce częstszy wśród osób postrzegających transpłciowość zgodnie z utrwalonym w medycynie, esencjalistycznym sposobem rozumowania. Na jego mocy wśród ludzi transpłciowych da się wyróżnić przynajmniej dwie rozłączne, sztywno zdefiniowane i ostro odgraniczone kategorie transwestytów i transseksualistów, a dla pozostałych, „nieokreślonych”, należy wymyślić jakąś nazwę – dlatego określa się ich transgenderystami.

Dokładna definicja angielskiego terminu „transgender” również wciąż ulega zmianom.
Poniżej kilka przykładów:
- „Określenie osoby, której tożsamość nie pokrywa się z konwencjonalnymi poglądami na temat rodzaju męskiego i żeńskiego, ale łączy oba rodzaje lub przemieszcza się pomiędzy nimi” – Oxford English Dictionary, 2004.
- „Ludzie, którzy zostali przypisani do określonego rodzaju, zazwyczaj po urodzeniu i w oparciu o ich organa rozrodcze, którzy jednak czują, że to jest błędny albo niekompletny opis ich samych” – Union of Students in Ireland, 2010.
- „Określenie osoby, której poczucie własnej tożsamości i płci nie odpowiada jej płci w chwili urodzenia, lub która w inny sposób odbiega od konwencjonalnych koncepcji dotyczących płci. [...] Transgender umbrella – szereg nietradycyjnych tożsamości płciowych wchodzących w zakres stosowania terminu transgender jako terminu nadrzędnego i inkluzywnego” – Oxford English Dictionary, 2019.

## Sytuacja prawna
Legalna zmiana tożsamości, operacja nie jest wymagana.
     Legalna zmiana tożsamości, operacja wymagana.
     Nie ma możliwości prawnej zmiany tożsamości
     Brak danych lub niejednoznaczność

Przepisy dotyczące tożsamości płciowej i wyrażania jej według kraju lub terytorium:
Legalna zmiana tożsamości, operacja nie jest wymagana.
Legalna zmiana tożsamości, operacja wymagana.
Nie ma możliwości prawnej zmiany tożsamości
Brak danych lub niejednoznaczność

Niektóre państwa przewidują procedury prawne, które pozwalają obywatelom na zmianę ich płci prawnej lub imienia, aby odzwierciedlić ich tożsamość płciową. Wymagania dla tych procedur mogą być różne, począwszy od wyraźnej formalnej diagnozy transseksualizmu, poprzez diagnozę zaburzeń tożsamości płciowej, aż po zaświadczenie od lekarza poświadczające zmianę płci lub przyjęcie innej roli płciowej. W 1994 r. wpis DSM IV został zmieniony z „transseksualizm” na „zaburzenia identyfikacji płciowej”. Na ogół osoby transpłciowe nie są prawnie chronione przed dyskryminacją w miejscu pracy lub w miejscach publicznych, wiele z nich spotyka się z dyskryminacją w miejscu pracy, w opiece zdrowotnej i przy uzyskiwaniu pomocy społecznej. Zgodnie z raportem opublikowanym w lutym 2011 r. 90% osób transpłciowych spotkało się z dyskryminacją w miejscu pracy, a ich poziom bezrobocia był dwukrotnie wyższy niż w ogólnej populacji. Ponad połowa z nich była prześladowana lub odrzucona podczas próby uzyskania dostępu do usług publicznych. Ponadto osoby należące do środowisk transpłciowych spotykają się z wysokim poziomem dyskryminacji w opiece zdrowotnej.
W Europie 36 państw wymaga diagnozy zdrowia psychicznego w celu prawnego potwierdzenia płci, a 20 państw nadal wymaga sterylizacji. W kwietniu 2017 r. Europejski Trybunał Praw Człowieka orzekł, że wymóg sterylizacji w celu prawnego uznania płci narusza prawa człowieka. Decyzja ta oznacza, że 20 pozostałych krajów europejskich stosujących wymóg niepłodności musi zmienić swoje przepisy prawne. Oznacza to również, że państwa planujące wprowadzenie nowych przepisów dotyczących uznawania płci nie będą zawierać wymogu niepłodności.
W Danii począwszy od 2014 r. dorośli mogą, bez konieczności przeprowadzania oceny psychiatrycznej, leczenia medycznego lub chirurgicznego, rozwodu lub kastracji, zmienić po sześciomiesięcznym „okresie refleksji” swój numer ubezpieczenia społecznego i zgodnie z prawem zmienić płeć.
W Szwajcarii od 2022 r. ułatwiono procedurę zmianę płci w dokumentach. Od tamtego momentu jedynym wymogiem jest ukończenie 16 lat. Zmiana płci w dowodzie osobistym możliwa jest podczas wizyty w tamtejszym Urzędzie Stanu Cywilnego, po złożeniu odpowiedniego wniosku.

## Transpłciowość a religia

### Chrześcijaństwo
Kościół katolicki odradza dokonywania zmian operacyjnych w kierunku zmiany ciała na ciało osoby płci przeciwnej od tej przypisanej przy urodzeniu. Duchowni wypowiadają się również krytycznie w kwestii tranzycji społecznej. Osoby podejmujące się tranzycji obowiązują ograniczenia członkostwa w Kościele, nie mogą one, np. zawrzeć związku małżeńskiego, czy przystąpić do święceń i życia zakonnego. W 2015 roku Kongregacja Nauki i Wiary, podkreśliła, że "osoba transpłciowa nie powinna być rodzicem chrzestnym".
Kościół anglikański w 2017 roku przedstawił stanowisko, w którym zaakceptował osoby transpłciowe. Na stronie internetowej zaproponowano, by każdej osobie podejmującej się tranzycji, przekazać darmowy egzemplarz Biblii, z wygrawerowanym jej nowym imieniem, w celu okazania wsparcia.

### Islam
W przeciwieństwie do homoseksualizmu, w islamie łatwiej o akceptację transpłciowości - wynika to z wiary, iż "transpłciowość jest cechą obecną u człowieka od urodzenia, a homoseksualizm jest wyborem". Niektóre republiki islamskie, np. Iran, zezwalają osobom transpłciowym na przejście tranzycji, jednakże zmiana roli płciowej dozwolona jest tylko po przejściu operacji korekty płci. Pomimo wydanej w 2019 r. fatwy, opiniującej sprawę korekty płci w Iranie, osoby jej dokonujące mierzą się z powszechną dyskryminacją.
W post-modernistycznych odmianach islamu, często wyrażana jest pełna akceptacja dla procedury korekty płci. Tradycyjne jego odłamy potępiają jednak zarówno transpłciowość, jak i nieheteronormatywność, optując nawet za karaniem wszystkich osób należących do LGBT.

### Buddyzm
W buddyzmie postrzeganie osób transpłciowych znacząco różni się w poszczególnych jego odmianach, co w niektórych przypadkach może prowadzić do braku ich akceptacji. Istnieją jednak przekonania, że transpłciowość nie musi być przeszkodą w osiąganiu szczęścia i oświecenia.

## Coming out
Osoby transpłciowe różni sposób w jaki ujawniają swoją tożsamość między rodziną, znajomymi, partnerem. Problem nienawiści i braku tolerancji dla osób transpłciowych obecny wśród niektórych środowisk może utrudnić proces ujawnienia się. W Polsce największym problemem społeczności osób trans jest brak akceptacji - tylko co czwarta z nich jest akceptowana przez najbliższe grono osób. Osoby transpłciowe są średnio narażone na przemoc o 30% bardziej niż osoby cispłciowe. Najczęstsze formy przemocy, której doświadczają osoby LGBTQ+ to przemoc werbalna (67%, z czego aż 14% doświadczyło przemocy seksualnej), groźby (33%) oraz wandalizm i odmowa dostępu do usług (24%).
Niekiedy osoby transpłciowe, na krótko po ujawnieniu się, zmuszane są do podjęcia się tzw. terapii konwersyjnej. Nie potwierdzono jednak skuteczności jej działania i jest ona uznawana m.in. przez organizacje zajmujące się obroną praw człowieka za formę tortur.

## Orientacja seksualna
Orientacja seksualna u osób transpłciowych nie jest ściśle określona i jest cechą indywidualną dla każdej z nich. Mogą to być zarówno osoby heteroseksualne, jak i homo-, bi-, panseksualne lub aseksualne.

## Prześladowanie i dyskryminacja
Osoby transpłciowe doświadczają dyskryminacji i prześladowania z powodu transfobii, m.in. przez pseudonaukowe praktyki mające na celu zmianę ich tożsamości płciowej oraz deadnaming.